# TGIF
En la jerga de Internet, TGIF son las iniciales de "Thank God It's Friday" (en español: "Gracias a Dios es viernes"), en referencia al último día laboral de la semana. Se utiliza en redes sociales, correos electrónicos y otros mensajes de texto. Apareció a mediados de los 60 en Estados Unidos. No obstante no se popularizó hasta 1967, cuando salió una película llamada "T.G.I.F.", dirigida por Alan Arkin. En español se utiliza la expresión "Por fin es viernes" con equivalente significado.

## Cultura popular
- La canción de la Cantante y Compositora Norteamericana Katy Perry y El DJ y Productor Sueco Avicii  "Last Friday Night y" Levels"
- La cadena de restaurantes T.G.I. Friday's
- El grupo de música filipino T.G.I.F Barkada